# Bring Me the Disco King
«Bring Me the Disco King» es una canción escrita por el músico británico David Bowie a principios de los años 1990, y grabada tres veces, aunque solo la última grabación se publicó como parte del álbum Reality en 2003. Una remezcla también fue publicada en 2003 como parte de la banda sonora para la película Underworld.

## Antecedentes

### Primeras grabaciones
«Bring Me the Disco King» fue grabada por primera vez en 1993 para Black Tie White Noise y una vez más en 1997 para Earthling, pero nunca llegó al repertorio final de estos álbumes. Mientras promocionaba el álbum Black Tie White Noise, Bowie llamó a la canción “una canción depresiva que resume los tristes finales de los años 1960 con un estribillo de Philip Glass recorriéndola”.

### Lanzamiento y recepción
En 2003, «Bring Me the Disco King» fue grabada por tercera vez y publicada en el álbum Reality. De acuerdo a Bowie, “La desmonte por completo y sólo tenía a Mike Garson tocando en el piano. La hicimos a la mitad del tempo que la original, y ahora funcionaba de manera brillante. Esta pequeña y pobre huérfana Annie parece tener un hogar ahora”. Para la batería, Tony Visconti dijo que la canción era “la única pieza del álbum en que utilizamos la percusión de Matt Chamberlain, incluso cuando el estaba tocando una canción completamente diferente”.
«Bring Me the Disco King» tiene un ritmo que a menudo se asemeja a la samba, el tango y principalmente, el jazz, y de acuerdo a Nicholas Pegg, “Inicialmente luce incongruente, pero su majestuosa presencia logra unir a el álbum”.

### Remezcla de Danny Lohner
La canción fue remezclada por el exmiembro de la banda estadounidense Nine Inch Nails, Danny Lohner para la banda sonora de la película Underworld. Maynard James Keenan, Milla Jovovich, Josh Freese y John Frusciante también contribuyeron en la remezcla.

## Versiones en vivo
- Una versión grabada en los estudios Riverside en Hammersmith, Londres el 8 de septiembre de 2003, fue publicada en la edición de gira de Reality.[7]
- Una presentación grabada en el Point Theatre en Dublín, Irlanda en noviembre de 2003, fue publicada en el álbum de 2010, A Reality Tour.[8]

## Otras versiones
- Donna Lewis – Brand New Day (2015)

## Créditos
Créditos adaptados desde las notas del álbum.
- David Bowie – voz principal
- Mike Garson – piano
- Tony Visconti – bajo eléctrico
- Matt Chamberlain – batería